# إدوين إتش سيمونز
إدوين إتش سيمونز (بالإنجليزية: Edwin H. Simmons)‏ هو كاتب غير روائي وضابط أمريكي، ولد في 25 أغسطس 1921 في باولسبورو في الولايات المتحدة، وتوفي في 5 مايو 2007 في الإسكندرية في الولايات المتحدة.

## وصلات خارجية
- إدوين إتش سيمونز على موقع IMDb (الإنجليزية)